# Kolumbárium

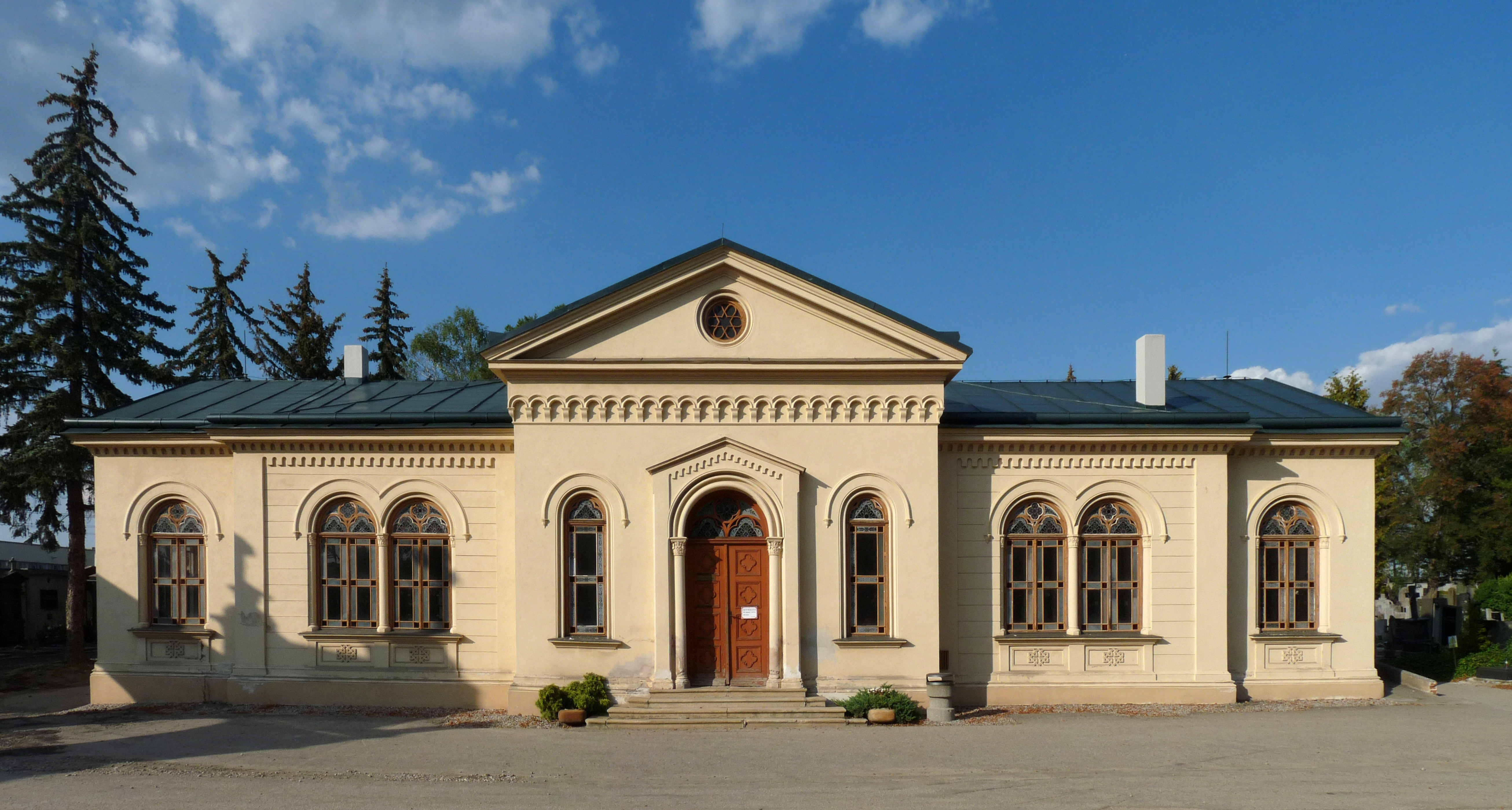
Kolumbárium na hřbitově svaté Otýlie v Českých Budějovicích

Kolumbárium je samostatná stavba nebo jen stěna, zpravidla stojící na hřbitově, ohradní zeď rozptylové loučky nebo součást chrámu (situovanou v jeho předsíni nebo v podzemní kryptě), či jejich těsném sousedství. Kolumbárium má výklenky se zamykatelnými dvířky, skleněnými nebo kovovými (v druhém případě obvykle s pamětním nápisem). Výklenek kolumbária je určen pro uložení pohřebních uren, vystavení portrétů zemřelých a upomínkových předmětů, nejčastěji květin nebo věnečků. Výraz pochází z latinského columbarium – holubník.

## Původ
V antickém Římě to byla pohřební komora, která měla ve stěnách výklenky. Do výklenků se ukládaly pohřební schránky s popelem zemřelých, otvor se zazdíval a do vyzdívky mohl být vsazen skleněný terč s tváří zemřelého či nápisem. Jindy byla vyzdívka vyzdobena rytým motivem. Tajná kolumbária prvních křesťanů byla v římských katakombách.

## Historie
Formální uspořádání kolumbárií mají chrámové krypty, liší se však dispozicí prostor (často více místností), velikostí a zejména hloubkou výklenků, protože slouží pro uložení celého těla zemřelého v rakvi. V Praze taková barokní krypta pod původně římskokatolickým, později pravoslavným chrámem sv. Cyrila a Metoděje v Resslově ulici posloužila v roce 1942 jako útočiště při posledním boji parašutistů – atentátníků na Reinharda Heydricha. 
Tragédii holocaustu dodnes připomíná kolumbárium, které nacisté zřídili roku 1940 v malé pevnosti v Terezíně, proti ústřední márnici. Popel zdejších obětí byl po zrušení kolumbária v roce 1944 vysypán do řeky Ohře. Nyní slouží jako pietní místo.   

## Současnost
V současné době jsou kolumbária často součástí krematorií, ať už jako samostatně stojící objekty nebo jako součást vnějších nebo vnitřních zdí. Na hřbitově jsou často kolumbária součástí vnitřních obvodových zdí hřbitovů nebo dělicí příčkou mezi hřbitovními oddíly různých společenských skupin nebo konfesí nebožtíků. Kolumbárium může být součásti kostelů Církve československé husitské, výjimečně i v kostelech jiných denominací (např. kostel Korandova sboru ČCE v Plzni).

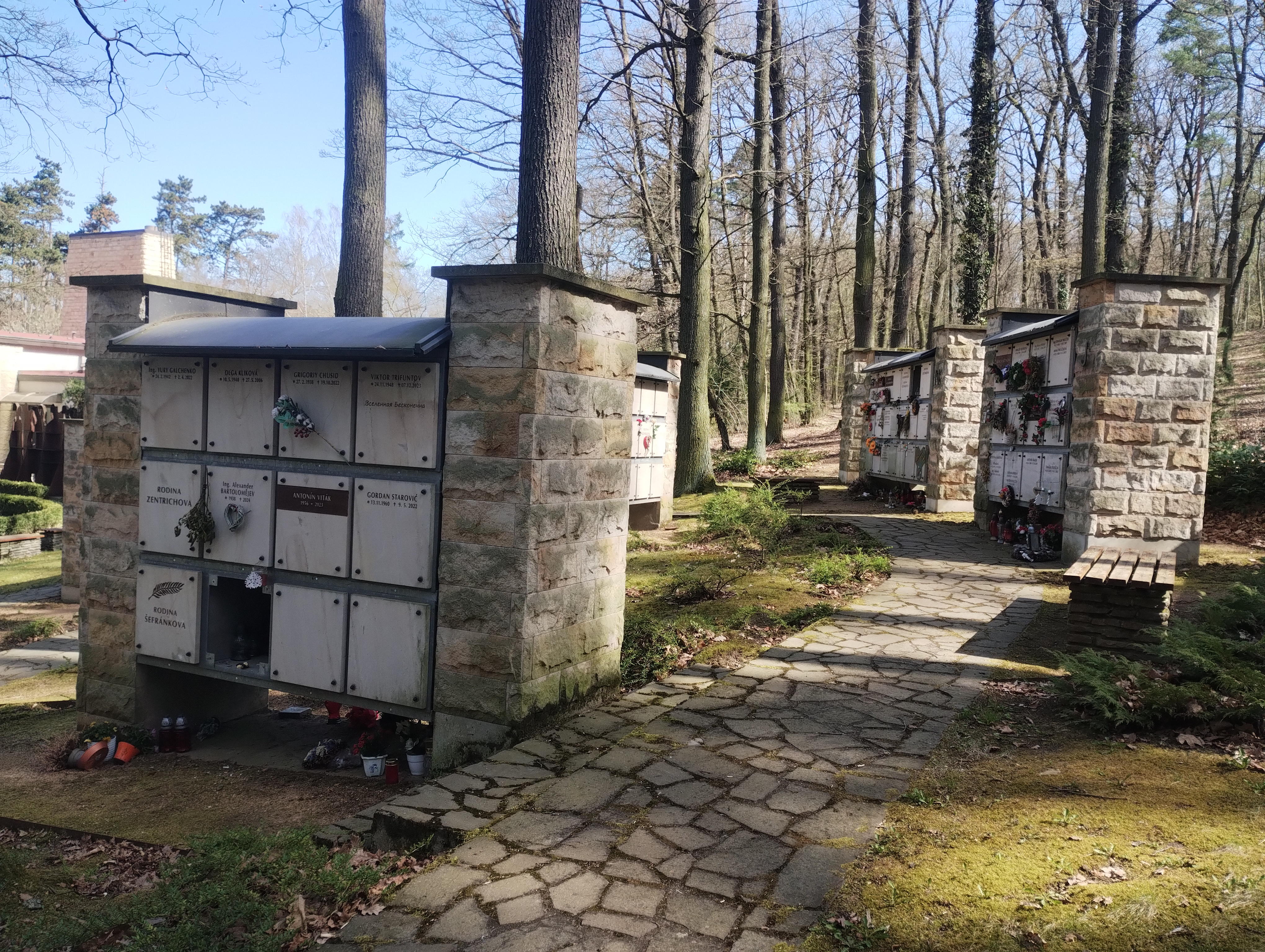
Kolumbária v areálu krematoria Motol